# 순환로 (성남시)
순환로(Sunhwan-ro)는 경기도 성남시 중원구 도촌동 갈현 교차로에서 경기도 성남시 중원구 은행동 산성육교를 잇는 경기도의 도로다.

## 역사
본래는 폭 8m의 도로였으나 1991년 12월 12일 폭 15m로 확장하는 공사가 착공되었다.
이 도로는 국도 제3호선에서 성남시 구 시가지를 거치지 않고 서울로 이어지게 하기 위해서 건설되었기 때문에 설계 당시에는 구 시가지로 연결되는 진출입로가 없었다. 그러나 지역 주민들의 건의가 이어져 단대동 성보여상, 산성유원지, 은행주공아파트, 은행1동, 금광2동 5곳에 진출입로를 건설하는 것으로 바뀌었다. 이 도로 건설로 산성육교, 황송터널, 중원육교, 공단고가와 같은 시설이 같이 건설되었다.
1994년 6월 15일 지금의 수정로 구간인 수정구 산성동 ~ 산성육교 1km 구간이 먼저 개통되었고, 1995년 12월 21일에 산성육교 ~ 금광2동 보라아파트 1.5km 구간이 개통되었다. 그리고 1996년 5월 10일에 황송터널을 포함한 나머지 구간이 개통되어 전 구간 개통했다.
황송터널과 함께 순환로를 건설할 때 성남시에서 총공사비 102억여원중 80억원을 기채 발행해서 투입했기 때문에 공사비를 회수하기 위해 1997년부터 통행료를 징수할 계획이었지만 인근 주민들의 반바로 한차례 연기되었다가 2000년부터 통행료를 징수하기로 결정했다. 황송터널은 하루 평균 통행량이 약 1만 1천대였기 때문에 2001년에 기채 발행된 80억을 모두 상환했으며, 통행료 징수 근거였던 지방채가 전액 상환되고 요금소 건물이 차량 통행에 방해가 되어 2008년 1월 1일부로 무료화되었다.

## 주요 경유지
경기도
- 성남시 중원구 (갈현동 - 상대원동 - 금광동 - 은행동)

## 노선
| 이름                               | 접속 노선                   | 소재지 | 소재지 | 비고                          |
| ---------------------------------- | --------------------------- | ------ | ------ | ----------------------------- |
| 갈현 교차로 (갈현고가교)           | 지방도 제338호선 (경충대로) | 성남시 | 중원구 | 지방도 제338호선 구간         |
| 이배재고개입구 교차로 (공단고가교) | 지방도 제338호선 (둔촌대로) | 성남시 | 중원구 | 지방도 제338호선 구간         |
| 중원육교                           | 사기막골로 금빛로2번길      | 성남시 | 중원구 |                               |
| 황송터널 요금소                    |                             | 성남시 | 중원구 | 철거됨                        |
| 황송터널                           |                             | 성남시 | 중원구 | 상행 연장 530m 하행 연장 510m |
| (금광2동 교차로)                   | 황송로                      | 성남시 | 중원구 | 상행 진출 불가 하행 진입 불가 |
| (은행1동 교차로)                   | 자혜로                      | 성남시 | 중원구 |                               |
| (은행2동 교차로)                   | 순환로405번길               | 성남시 | 중원구 |                               |
| 산성육교                           | 산성대로                    | 성남시 | 중원구 |                               |
| 수정로와 직결                      |                             |        |        |                               |

## 주요 시설 및 건물
- 동성교통 (경기도 성남시 중원구 순환로 132)
- 성남시 근로자종합복지관 (경기도 성남시 중원구 순환로 166)
- 성남시내버스 (경기도 성남시 중원구 순환로 233)
- 은행동다목적체육관 (경기도 성남시 중원구 순환로 357)